# 六谷山
六谷山（ろくたんやま）は、岐阜県飛騨市と富山県富山市にまたがる山。標高は1398m。山頂には一等三角点が存在する。富山の百山の一つ。

## 概要
神通川の支流である長棟川源流あたりにある。
山頂は展望がよく、富山平野や飛騨山脈の山々を一望できる。また、一等三角点が存在している。
稜線部にはナナカマドやウラジロヨウラク、チシマザサ、ブナの木などが多く自生する。一部ダケカンバも見られる。
山野草としては、イワカガミやアカモノ、ササユリなどが自生する。

## 山名の由来
この山を源とする谷が多いことから「六」谷と数で表したことに由来するとされている。

## 登山
飛越国境の峠の一つである茂住峠の林道から登山道に入る。茂住峠の頂上には駐車場がある。